# Veštice, Vile
Veštice, Vile är det tredje albumet av Jelena Karleuša från 1997.

## Låtlista
1. Antihrist
2. Veštice,vile
3. Cicija
4. Grom nek' ubije
5. Oko crno
6. Ko ovu dramu režira
7. Zemlja se zaustavlja
8. Košuljica